# Mathieu Lescure
Pour les articles homonymes, voir Lescure.
Pas d'image ? Cliquez ici

a Compétitions nationales et continentales officielles uniquement.

Dernière mise à jour le 6 décembre 2018.
Mathieu Lescure né le 28 avril 1982 à Clermont-Ferrand, est un joueur de rugby à XV français.

## Biographie
Il joue l'intégralité de sa carrière professionnelle avec le Stade aurillacois au poste de troisième ligne (1,83 m pour 93 kg). Il est l'un des joueurs majeurs du club lors de la remontée en Pro D2 lors de la saison 2006-2007 (23 fois titulaires) en inscrivant un essai en finale du Championnat de France de Fédérale 1 (Trophée Jean-Prat).

## Carrière

### En club
- Racing Club Mauriacois
- 2000-2017 : Stade aurillacois[2],[3]

## Palmarès

### En club
- Champion de France de Fédérale 1 : 2007 avec le Stade aurillacois